# Исса (народ)

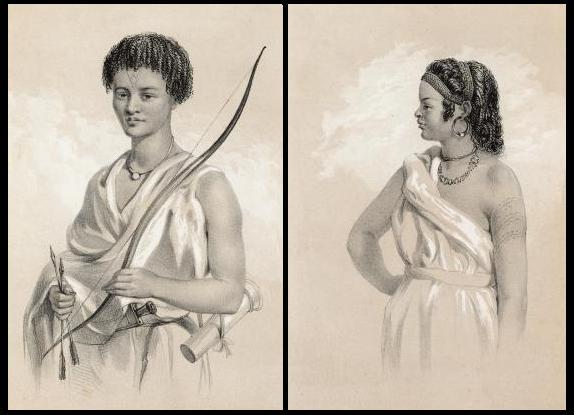
Юноша и девушка исса в традиционных костюмах (У. К. Харрис, 1844)

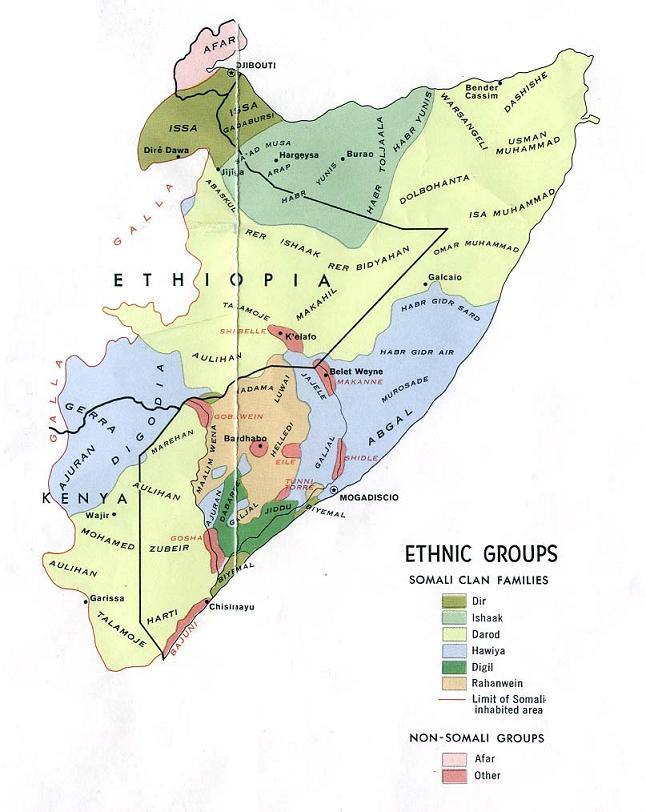
Исса среди других сомалийских кланов

Исса (сомал. Ciise, араб. عيسى‎) — часть (клан) сомалийского племени дир.
Исса проживают на территории южных районов Джибути, в районе Авдал на севере Сомали (Сомалиленда), а также в Эфиопии — в зоне Шиниле административного региона Сомали и городе Дыре-Дауа. В основном ведут кочевой образ жизни. Говорят на сомалийском языке.

## Антропологические особенности
По своим антропологическим особенностям исса и афары больше походят на семитов, нежели на жителей тропической Африки. Для них характерны тонкие черты лица, толстые губы, правильные носы. Волосы иногда волнистые или почти прямые, но у большинства — вьющиеся. Цвет кожи чуть светлее, чем у представителей негроидной расы. Средний рост — 170 см.

## Этнические группы
Исса включает в себя пять этнических групп: гадабурси, иссак, дарод, хавайе и саб.

## Вожди
В ряде племён вождь избирается собранием вождей родов и глав семей. Вождь племени также является главным знахарем. Он осуществляет общее руководство общиной и разбирает наиболее важные конфликты между членами племени. Для принятия важных решений племени он собирает совет старейшин.

## Известные представители исса
- Аптидон, Хассан Гулед — первый президент Джибути.
- Гелле, Исмаил Омар — второй президент Джибути с 8 мая 1999.
- Салах, Ахмед — джибутийский легкоатлет, марафонец.